# Теодор Сведберг
Теодор Сведберг (швед. The Svedberg; 30 серпня 1884, Вальбо, комуна Євле, лен Євлеборґ, Швеція  — 25 лютого 1971, Коппарберг, комуна Юснарсберг, лен Еребру, Швеція) — шведський фізико-хімік, член Шведської королівської АН.

## Біографія
Шведський хімік Теодор Сведберг народився в маєтку Флеранг, неподалік від м. Євле. Він був єдиною дитиною Еліаса Сведберга, інженера та керуючого Місцевим чавуноливарний заводом, і Аугусти (Алстермарк) Сведберг. Батько хлопчика часто здійснював з ним тривалі заміські прогулянки, виховуючи у нього інтерес до природи. Він також дозволяв юному Сведбергу ставити досліди в маленькій лабораторії чавуноливарного заводу.
Навчаючись у Каролінській школі в Еребру, Сведберг особливо захопився фізикою, хімією та біологією. Попри те, що його найбільше цікавила ботаніка, він вирішив стати хіміком, оскільки вважав, що це дозволить йому глибше «заглянути» в біологічні процеси. У січні 1904 р. він вступив до Уппсальського університету, а у вересні 1905 року здобув ступінь бакалавра. У тому ж році була опублікована його перша наукова стаття. Сведберг продовжував працювати в Уппсальському університеті, і у 1907 році йому був присуджений докторський ступінь (PhD) за дисертацію присвячену колоїдним системам.
У 1912 р. Сведберг став першим в Уппсальському університеті викладачем фізичної хімії і залишався на цій посаді протягом 36 років.
У 1949 році, після досягнення пенсійного віку, Сведберг вийшов у відставку. Однак спеціальною постановою йому було дозволено зберегти за собою посаду директора незадовго до цього створеного при Уппсальському університеті Інституту ядерної хімії Густава Вернера, де завдяки головним чином його зусиллям був встановлений синхроциклотрон.
Сведберг був людиною живого розуму і різноманітних інтересів. Прекрасний фотограф-любитель, він серйозно вивчав процес фотографування. У 20-х роках 20 століття, застосовуючи різну довжину хвилі при фотографуванні «Codex Argenteus», готської Біблії 500 р. н. е., він виявив, що ультрафіолетові промені роблять видимим той погано помітний склад, яким вона написана. Сведберг глибоко цікавився ботанікою і був володарем однієї з найкращих у Швеції ботанічних колекцій.

## Родина
Одружений він був чотири рази: на Андреа Андрієм (1909), Джейн Фродо (1916), Інгрід Бломквіст (1938) та Маргіт Халле (1948). У нього було шість синів і шість дочок.

## Нагороди
У 1926 р. Сведбергу присудили Нобелівську премію з хімії «за роботи в області дисперсних систем». У своїй вступній промові від імені Шведської королівської академії наук X.Г. Седербаум сказав: «Рух частинок, зважених у рідині … наочно свідчить про реальне існування молекул, а отже, і атомів — факт тим більше знаменний, що ще зовсім недавно впливова школа вчених оголосила ці матеріальні частки плодом уяви». У своїй Нобелівській лекції, яку він прочитав у наступному році Сведберг, зробивши огляд технічних і теоретичних проблем, пов'язаних з його роботою, описав велике потенційне значення, яке, на його думку, буде мати ультрацентрифуга для прогресу в багатьох областях, включаючи медицину, фізику, хімію і промисловість.
Сведберг був удостоєний багатьох нагород. У їх числі медаль Берцеліуса Шведської королівської академії наук (1944), медаль Франкліна Франклінського інституту (1949) і медаль Адольфа Густава Уппсальського університету (1964). Він був почесним доктором університетів Гронінгена, Вісконсіна, Уппсали, Гарварда, Оксфорда, Делавера і Парижа, а також членом понад 30 професійних товариств, включаючи Шведську королівську академію наук, Лондонське королівське товариство, американську Національну академію наук і Академію наук СРСР.